# جویس باربور
جویس باربور (انگلیسی: Joyce Barbour؛ ۱۹۰۱–۱۹۷۷) یک هنرپیشه اهل انگلستان بود.

## بخشی از فیلمشناسی
از فیلم‌ها یا برنامه‌های تلویزیونی که وی در آن نقش داشته‌است می‌توان به آثار زیر اشاره کرد.
- خرابکاری (۱۹۳۶)